# Botrucnidiferidae
Botrucnidiferidae is een familie van neteldieren uit de klasse van de Anthozoa (bloemdieren).

## Geslachten
- Angianthula Leloup, 1964
- Atractanthula Leloup, 1964
- Botruanthus McMurrich, 1910
- Botrucnidiata Leloup, 1932
- Botrucnidifer Carlgren, 1912
- Calpanthula Van Beneden, 1897
- Cerianthula Beneden, 1897
- Gymnanthula Leloup, 1964
- Hensenanthula van Beneden, 1897
- Ovanthula Van Beneden, 1924
- Sphaeranthula Leloup, 1955